# 한국재정정보원
한국재정정보원(韓國財政情報院, Korea Fiscal Information Service, 약칭: FIS)은 디지털예산회계시스템을 안정적으로 운영·관리하고 국가재정 관련 정책의 개발을 지원함으로써 국가재정 업무의 발전에 이바지하고, 디지털예산회계시스템의 수출 등 재정정보화 분야의 국제협력을 강화함으로써 국제사회의 재정정보화에 이바지하기 위하여 설립된 기획재정부 산하의 공공기관이다. 서울특별시 중구 후암로 110 (남대문로5가 581) 서울시티타워 8~11층에 위치하고 있다.

## 사업
한국재정정보원은 다음과 같은 사업을 수행한다
- 디지털예산회계시스템(「국가재정법」 제97조의2제1항에 따라 재정에 관한 업무를 원활하게 수행하기 위하여 개발한 정보통신매체 및 프로그램을 말한다. 이하 같다)의 운영 및 관리
- 국고보조금통합관리시스템(e나라도움) 운영 및 관리
- 재정 관련 통계의 관리
- 국민을 대상으로 하는 디지털예산회계시스템 인터넷 홈페이지의 운영
- 디지털예산회계시스템의 수출 등 재정정보화 분야의 국제협력
- 재정 분야 정보통신망 또는 이와 관련된 정보시스템에 대한 보안관제센터(사이버공격 정보를 탐지·분석하여 즉시 대응 조치를 할 수 있는 기구를 말한다)의 운영 및 관리
- 그 밖에 국가, 지방자치단체 또는 「공공기관의 운영에 관한 법률」에 따른 공공기관 등으로부터 위탁 받은 사업

## 연혁
- 2013년 8월 12일: 한국재정정보원법 발의
- 2016년 3월 3일: 제340회 국회(임시회) 수정 가결
- 2016년 5월 23일: 법령시행
- 2016년 5월 27일: 법인등기, 임원 취임
- 2016년 6월 1일: 사업자 등록
- 2016년 7월 1일: 개원, 디지털예산회계시스템 인수운영
- 2017년 4월: e나라도움 운영 인수
- 2018년 8월: 김재훈 2대 원장 취임
- 2021년 10월: 박용주 3대 원장 취임
- 2022년 1월: 차세대 디지털예산회계시스템 개통
- 2025년 3월: 윤석호 4대 원장 취임

## 조직
- 감사실
- 감사(비상임)
- 이사회

### 한국재정정보원장
- 부원장
- 비서실

| - 재정시스템관리부 - 예산시스템운영부 - 집행시스템운영부 - 자산시스템운영부 - 결산시스템운영부 - 보조금시스템관리부 - 보조사업운영부 - 집행정산운영부 - 보조금정보운영부 - 보조금점검지원부 - 고객서비스부 - 교육관리부 - 대외협력부 - 기획조정부 - 경영혁신부 - 인재경영부 - 안전운영부 - 재정분석팀 - 성과분석팀 - 재정정보보호팀 - 사이버보안팀 - 재정인프라팀 - 정보화관리팀 |